# Thérèse Raquin (1928)
Thérèse Raquin é um filme franco-alemão dirigido por Jacques Feyder e lançado em 1928. A obra é baseada no livro homônimo, escrito por Émile Zola, o qual inaugurou o naturalismo na Europa.

## Elenco
- Gina Manès - Thérèse Raquin
- Hans Adalbert Schlettow - Laurent LeClaire
- Jeanne Marie-Laurent - Madame Raquin
- Wolfgang Zilzer - Camille Raquin
- La Jana - Susanne Michaud
- Paul Henckels - Grivet
- Charles Barrois - Michaud
- Peter C. Leska - Rolin